# Yetunde Ayeni-Babaeko
Yetunde Ayeni-Babaeko (* 1978, Enugu) je nigerijská fotografka a vizuální umělkyně, která se specializuje na dokumentární a portrétní fotografii. Její práce se zaměřuje na otázky identity, kultury a společnosti v Nigérii a na africkém kontinentu.

## Život
Yetunde Ayeni-Babaeko se narodila v Enugu ve východní oblasti Nigérie v roce 1978. Její otec byl Nigerijec a matka Němka. V dětství se přestěhovala do Německa, kde navštěvovala střední školu a absolvovala fotografické učiliště ve studiu Be v Grevenu. V roce 2005 se vrátila do Nigérie. V roce 2007 si otevřela vlastní studio Camera Studios se sídlem v Ikeji.
Výstava Ayeni-Babaeko Eko Moves z roku 2014 ve spolupráci s Nigerijskou společností pro múzická umění (SPAN) zobrazila tanečníky ve veřejném prostoru v Lagosu. Její výstava White Ebony v roce 2019 zkoumala situaci lidí s albinismem.